# Tanea lemniscata
Tanea lemniscata är en snäckart som först beskrevs av Philippi 1852.  Tanea lemniscata ingår i släktet Tanea och familjen borrsnäckor. Inga underarter finns listade i Catalogue of Life.